# Parantica phormis
Parantica phormis är en fjärilsart som beskrevs av Hans Fruhstorfer 1909. Parantica phormis ingår i släktet Parantica och familjen praktfjärilar. Inga underarter finns listade i Catalogue of Life.